# Madách (Album)
Madách ist der Titel des ersten Livealbums der ungarischen Post-Hardcore-Band AWS und erschien am 24. Dezember 2018 über EDGE Records.
Das Album, das sowohl auf CD als auch auf DVD erschien, weist vierzehn Titel auf und hat eine Gesamtspielzeit von rund einer Stunde und acht Minuten (CD), beziehungsweise einer Stunde und 20 Minuten (DVD).

## Hintergrund
Am 27. September 2018 spielten AWS ein spezielles Akustikkonzert im Madách Theater in der ungarischen Hauptstadt Budapest gemeinsam mit der Rockband Useme. Dieser Auftritt war Teil des Madách Rock Festivals und wurde in ganzer Länge aufgezeichnet.
Am 24. Dezember 2018 wurde das Livealbum als CD/DVD-Digipak offiziell veröffentlicht und gilt als Weihnachtsgeschenk der Band an ihre Fans. Als Gastmusikerin wirkt unter anderem Sängerin Zsófi Tarján, Frontfrau des A-Dal-Finalisten des Jahres 2014 Honeybeast mit.
Bei dem Konzert wurde die Gruppe von einem kleinen einem Keyboarder, einem Streich- und einem Gesangsquartett begleitet.

## Titelliste
| #   | Titel                                                                 | Länge |
| --- | --------------------------------------------------------------------- | ----- |
| 1.  | Temetetlen halott („Tot begraben“)                                    | 6:44  |
| 2.  | Nem fáj („Es tut nicht weh“)                                          | 4:02  |
| 3.  | Te is félsz („Du hast Angst“)                                         | 4:43  |
| 4.  | Sorsforgató („Drehendes Schicksal“)                                   | 5:46  |
| 5.  | Édes mint a só („Süß wie Salz“)                                       | 3:17  |
| 6.  | Hajnali járat („Tagesflug“)                                           | 4:57  |
| 7.  | Hol voltál? (feat. Szófi Tarján) („Wo warst du?“ oder „Wo wart ihr?“) | 4:36  |
| 8.  | Takard el („“)                                                        | 4:34  |
| 9.  | Lelket vennék („Ich möchte eine Seele kaufen“)                        | 3:45  |
| 10. | Fekete részem („Mein dunkelster Teil“)                                | 5:26  |
| 11. | Budapest („Budapest“)                                                 | 4:51  |
| 12. | Köddé válsz („Du wirst Nebel“)                                        | 4:21  |
| 13. | Jövőmbe törtél be („“)                                                | 6:05  |
| 14. | Viszlát nyár („Auf Wiedersehen, Sommer“ oder „Tschüss, Sommer“)       | 5:35  |

## Kommerzieller Erfolg

### Chartplatzierungen
Madách stieg in der Woche des 28. Dezember 2018 auf Platz neun in den ungarischen Albumcharts ein.
| ChartsChartplatzierungen | Höchstplatzierung | Wochen |
| ------------------------ | ----------------- | ------ |
| Ungarn (MAHASZ)          | 9 (4 Wo.)         | 4      |

### Auszeichnungen für Musikverkäufe
| Land/Region     | Auszeichnungen für Musikverkäufe (Land/Region, Auszeichnung, Verkäufe) | Verkäufe |
| --------------- | ---------------------------------------------------------------------- | -------- |
| Ungarn (MAHASZ) | Gold                                                                   | 2.000    |
| Insgesamt       | 1× Gold ·                                                              | 2.000    |